# Парижюс
Парижюс (лит. Paryžius, Париж) — деревня в Швейцарском старостве, недалеко от международной трассы A6 Каунас — Зарасай — Даугавпилс. Находится рядом с городом Ионава (в 6 км), на левом берегу реки Вилия. Рядом сохранились следы лагеря Колоколов каменного века, есть лесная смотровая башня, которую местные жители называют «Эйфелевой башней».

## Население
| 1902                           | 1923 | 1959 | 1970 | 1979 |
| ------------------------------ | ---- | ---- | ---- | ---- |
| 9                              | 12   | 3    | 2    | 9    |
| 1989                           | 2001 | 2011 | 2021 | -    |
| 8                              | 7    | 7    | 10   | -    |
| Гистограмма динамики населения |      |      |      |      |

## Название
В 1812 году, когда солдаты Наполеона отступали назад во Францию, после проигрыша битвы за Москву, они шли по дороге, на которой находилась эта деревня. Некоторые солдаты уже не могли отступать и остались в этой деревне, и в шутку начали называть это место «Париж». По другой версии, Парижем деревню назвали (а другую неподалёку — Лондоном) помещики.